# Kontrastmittel

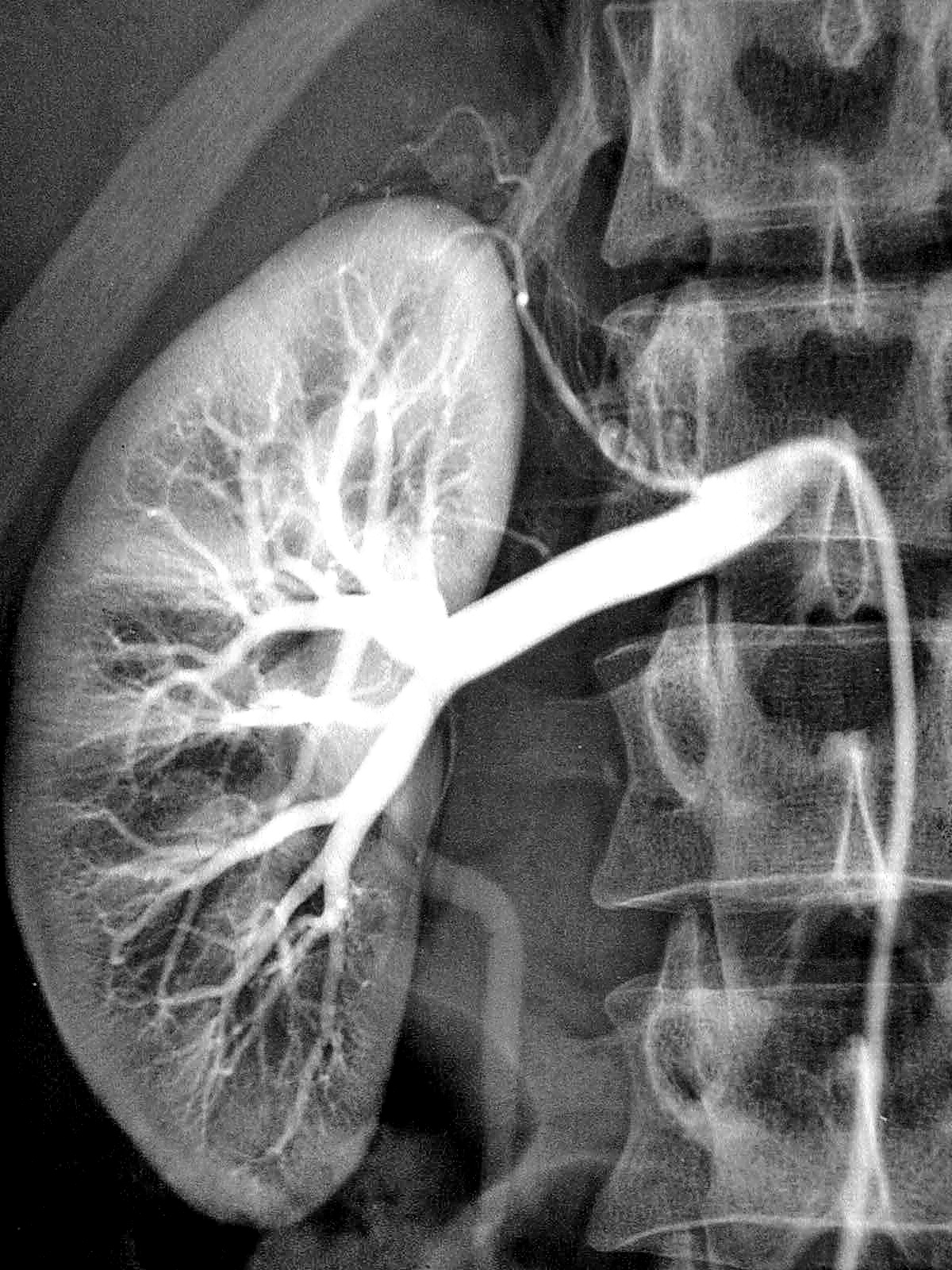
Arteriografie einer gesunden Niere

Kontrastmittel (KM) sind chemische Stoffe, die die Darstellung von Strukturen und Funktionen des Körpers bei bildgebenden Verfahren wie Röntgendiagnostik, Magnetresonanztomografie (MRT) und Sonografie (Ultraschall) verbessern. Kontrastmittel müssen von Tracern beziehungsweise Radiopharmaka, die zur Darstellung physiologischer Vorgänge in der Nuklearmedizin eingesetzt werden, unterschieden werden.

## Rechtliche Einordnung
In Deutschland sind Kontrastmittel Arzneimittel nach § 2 Abs. 1 Nr. 2 des Arzneimittelgesetzes (AMG). Sie sind abzugrenzen von den Medizinprodukten nach dem Medizinproduktegesetz (MPG).
Nach der europäischen Richtlinie 93/42/EWG über Medizinprodukte sind Kontrastmittel als Medizinprodukte einzustufen.

## Wirkung
Die Wirkung von Kontrastmitteln besteht darin, das Signal, welches in der jeweiligen Untersuchung registriert wird, zu modifizieren. Ziel des Einsatzes ist, bei der Untersuchung Zusatzinformationen zu gewinnen. So kann man bei Röntgenaufnahmen  Kontrastmittel verwenden, die Röntgenstrahlen stärker absorbieren als normales Weichteilgewebe. Gewöhnlich sieht man auf einem Röntgenbild beispielsweise keine Blutgefäße. Wenn man eine iodhaltige Lösung injiziert, werfen die Gefäße, in die die Lösung gelangt, Röntgenschatten und werden so sichtbar (Angiografie).

## Unerwünschte Wirkungen
Kontrastmittel können unerwünschte Arzneimittelwirkungen (Nebenwirkung) haben, die sich an verschiedenen Organen inklusive der Haut manifestieren können. Bei der Abwägung der Indikation einer Kontrastmitteluntersuchung werden grundsätzlich strengere Anforderungen an die Verträglichkeit gestellt als beim therapeutischen Einsatz von Medikamenten: Wenn man sich von einem Mittel Heilung oder Linderung verspricht, nimmt man Risiken eher in Kauf als bei rein diagnostischen Anwendungen. Diese Haltung entspringt zum Teil der Erfahrung mit dem Röntgen-Kontrastmittel Thorotrast, das in den 1930er Jahren verwendet wurde und bei vielen Patienten mit zum Teil jahrzehntelanger Verzögerung bösartige Lebertumoren hervorrief. Moderne Kontrastmittel durchlaufen daher Verträglichkeitsstudien, die rigoroser sind als bei therapeutischen Medikamenten. Außerdem schreiben die Gesetzgeber in den meisten Ländern eine gründliche Risikoaufklärung des Patienten vor, obwohl das Gesamtrisiko im Individualfall meist sehr klein ist.
Einige der MRT-Kontrastmittel aus der Gadolinium-Gruppe können sich bei wiederholter Anwendung auch im Gehirn ablagern. Weitere mögliche schwerwiegende chronische Nebenwirkungen sind die nephrogene systemische Fibrose bei Patienten mit Nierenschaden. Dies betrifft vor allem die Teilgruppe mit linearer Molekülstruktur (Gadobensäure, Gadodiamid, Gadopentetat-Dimeglumin und Gadoversetamid). Auf Empfehlung der Europäischen Arzneimittel-Agentur setzte die Europäische Kommission im November 2017 die Zulassung linearer Gadolinium-Komplexe als Kontrastmittel aus.
Nicht definierte Röntgenkontrastmittel wurden in unbestimmter Menge in Kläranlagen an der Ruhr und in Württemberg nachgewiesen. 2019 wurde Gadolinium in unbekannter Menge in trinkwasserbasierter Cola von Fast-Food-Ketten in Deutschland nachgewiesen. Im Schweizer Grundwasser wurden Amidotrizoesäure und Iopamidol am häufigsten nachgewiesen.

## Indikationen
Zusatzinformationen, die durch Kontrastmitteleinsatz gewonnen werden können, fallen in zwei große Kategorien: strukturelle (morphologische) und funktionelle (physiologische) Informationen. Ein typisches Beispiel für erstere ist die Doppelkontrastdarstellung des Dickdarms. Dabei wird eine zähflüssige Bariumsulfat-Suspension rektal instilliert. Wegen ihrer Konsistenz markiert sie die Darmwand. Anschließend wird Luft in den Darm gepumpt, wodurch das Lumen des Darms sichtbar wird (einerseits durch die Füllung, andererseits durch den Negativkontrast wegen der hohen Durchlässigkeit von Luft für Röntgenstrahlung). So erkennt man morphologische Veränderungen des Dickdarms, wie Polypen, Aussackungen, Verengungen und Entzündungen. Auch funktionelle Informationen lassen sich mit der Bariumsulfat-Methode gewinnen: Sie ermöglicht es, Störungen der Beweglichkeit der Speiseröhre sichtbar zu machen.
Kontrastmittel, insbesondere MR-Kontrastmittel, werden in Ausnahmefällen, wie auch andere Arzneimittel, auch außerhalb der zugelassenen Anwendungen eingesetzt, beispielsweise bei Kindern und zur Neuentwicklung von Diagnoseverfahren (Off-Label-Use).

## Verwendete Substanzen

### Röntgendiagnostik
In der Röntgendiagnostik (z. B. bei der Computertomographie) werden als Röntgenkontrastmittel verwendet:
- Röntgenpositive Kontrastmittel
  - Bereits etwa 1923 wurde zur Röntgendiagnostik beispielsweise der Gallenblase das von Evarts A. Graham eingeführte Tetrajodphenolphthalein und ab 1940 das von Max Dohrn und Paul Diedrich entwickelte und besser verträgliche Biliselektan verwendet. Seit 1953 werden auf Hedwig Langecker zurückgehende trijodierte Kontrastmittel angewendet.[12] Iodhaltige Kontrastmittel sind wasserlösliche Substanzen, die entweder intravaskulär gespritzt oder direkt in das darzustellende Gewebe/Hohlorgan injiziert werden. Sie werden zu über 90 % über die Nieren ausgeschieden. Sie dienen zur Darstellung der Nieren und Harnwege (Urografie/Ausscheidungsurografie), der Venen (Phlebografie), der Arterien (Arteriografie) oder anderer Organe. Die verschiedenen iodhaltigen Kontrastmittel unterscheiden sich vor allem in den Trägermolekülen, in der Zahl der pro Trägermolekül gebundenen Iodatome (1 bis 6) und in ihren physiko-chemischen Eigenschaften (Osmolalität, Viskosität, Hydrophilie). Von der Iodkonzentration hängt die Röntgendichte und damit die erreichbare Kontraststeigerung ab. Die Osmolarität beeinflusst (teilweise) die Verträglichkeit des Kontrastmittels, während die Viskosität seine Fließeigenschaft (durch Katheter oder auch beim Spritzen) bestimmt. Mögliche Risiken iodhaltiger Kontrastmittel sind unter anderem Hyperthyreosen.
    - Hyperosmolare, ionische iodhaltige Kontrastmittel, z. B. für die Magen-Darm-Diagnostik (Amidotrizoesäure, Handelsnamen: Gastrolux, Gastrografin, Peritrast).
    - Nichtionische iodhaltige Kontrastmittel (Ultravist, Isovist, Xenetix etc.). Diese sind teurer, aber besser verträglich als die ionischen iodhaltigen Kontrastmittel. In Deutschland dürfen deshalb nur noch diese intravaskulär gespritzt werden.

  - Bariumsulfat wird Patienten als Röntgenkontrastmittel in Form einer milchigen Suspension zum Trinken gegeben, da diese vom Magen-Darm-Trakt nicht resorbiert wird. Es dient zur Darstellung von Speiseröhre, Magen, Dünn- und Dickdarm. Bariumsulfat ist dermaßen schwer löslich, dass es bedenkenlos verabreicht werden kann. Bei der Anwendung als Röntgenkontrastmittel wird Bariumsulfat meist in Kombination mit Kohlenstoffdioxid oder auch Methylcellulose-Gelen verabreicht, um ein Aufblähen des Gastrointestinaltraktes (Magen-Darm-Trakt) zu erreichen. Diese Methode wird als Doppelkontrastmethode bezeichnet und dient zur besseren Reliefdarstellung der inneren Schleimhäute, da das Bariumsulfat nur noch als dünne Schicht auf den Oberflächen zurückbleibt. Die Prallfülltechnik hingegen wird mit Bariumsulfat alleine durchgeführt und erlaubt es, den ganzen Magen-Darm-Trakt darzustellen. Bariumsulfat darf nicht bei Verdacht auf eine Darmperforation oder kurz nach einer Operation, auch nicht bei Schluckstörungen oder bei Kleinkindern eingesetzt werden, auch kann es außerhalb des Magen-Darm-Traktes zu Fremdkörperreaktionen führen und darf nicht angewendet werden, wenn die Gefahr der Aspiration besteht. Bei korrekter Anwendung ist die Verträglichkeit außerordentlich gut, da es unverändert als weißer Stuhl wieder ausgeschieden wird. Aquatisierte Bariumionen haben auf den menschlichen Organismus eine toxische Wirkung; durch mit löslichem Bariumcarbonat verunreinigtes Bariumsulfat starben beispielsweise im Juli 2003 in Brasilien zwölf Menschen.[13] Bei  intraperitonealer Gabe werden zur Risikoverminderung, an Stelle von Bariumsulfat wasserlösliche iodhaltige Röntgenkontrastmittel verwendet.
  - Schwere Edelgase können als Röntgenkontrastmittel zur Darstellung der Lungenventilation verwendet werden. Das schwerste nichtradioaktive Edelgas ist Xenon, das wegen seiner narkotisierenden Wirkung nur bis zu einer Konzentration von 35 % eingesetzt werden kann und daher eventuell mit Krypton ergänzt wird.[14]
- Röntgennegative Kontrastmittel
  - Gasförmiges Kohlenstoffdioxid (CO2), welches im Gegensatz zu den beiden vorgenannten Kontrastmitteln die Röntgendichte herabsetzt (negatives Kontrastmittel) und damit zu einer erhöhten Strahlendurchlässigkeit führt. CO2 eignet sich vor allem für die Arteriografie als Alternative zu iodhaltigen Kontrastmitteln (bei Unverträglichkeit oder bei Schilddrüsenüberfunktion) und zur gezielten Darstellung kleiner Verzweigungen. Anders als Luft kann CO2 in das Gefäßsystem injiziert werden.
  - Luft, bei der Doppelkontrastuntersuchung des Dickdarms.
  - Mannitol-Lösung zur Kontrastierung des Magen-Darm-Traktes

#### Entsorgung des belasteten Urins
Bei radiologischen Untersuchungen von Organen und Gefäßen kommen iodhaltige Röntgenkontrastmittel (RKMi) zum Einsatz, die nahezu komplett mit dem Urin ausgeschieden werden. Auf diesem Weg gelangen sie, wie auch viele andere Arzneimittel, über das Abwasser, die Kanalisation und die Klärwerke in den Wasserkreislauf. Um mit Kontrastmittel belasteten Urin zu entsorgen und den Wasserkreislauf zu entlasten, bietet sich idealerweise das Sammeln an. Hierzu wird der Urin entweder von den Patienten selbst – beispielsweise in Urinbeuteln – im eigenen Haushalt aufgefangen oder in gesonderten Toiletten oder Sammelauffangbehältern in den medizinischen Einrichtungen ausgeschieden. Anschließend wird belasteter Patientenurin als Restabfall oder Sonderabfall beseitigt.

### Magnetresonanztomografie (MRT)
Bei der Magnetresonanztomographie verwendet man Kontrastmittel mit unterschiedlichen Effekten. Es gibt zwei Gruppen von Substanzen:
1. Positive MR-Kontrastmittel (die sog. „Weißmacher“). Dazu gehören Gadolinium-(Gd-) und Mangan-(Mn-)haltige Kontrastmittel.
2. Negative MR-Kontrastmittel (die sog. „Schwarzmacher“). Dazu gehören eisenoxidhaltige Kontrastmittel.

Sie wurden beide 1981/82 entwickelt. Im Juli 2017 setzte die Europäische Arzneimittelagentur (EMA) die Marktzulassungen für die intravenösen, linearen Wirkstoffe Gadodiamid und Gadoversetamid und die intravenöse Formulierung von Gadopentetinsäure außer Kraft. Die EMA-Entscheidung steht im Widerspruch zu der US-amerikanischen Food and Drug Administration (FDA), die im Mai 2017 bekanntgab, sie werde keine Beschränkungen einführen.
Die Wirkung dieser Kontrastmittel ist indirekt, da das Kontrastmittel selbst kein Signal abgibt, sondern nur die Signalintensität in seiner Umgebung beeinflusst. Des Weiteren gibt es Kontrastmittel, die selbst direkt als signalgebende (oder signalverhindernde) Substanzen im Bild sichtbar werden.
- Injizierbare signalverändernde Kontrastmittel:
  - Gadolinium-Chelate, die wegen der paramagnetischen Eigenschaft des Gadoliniumatoms zu einer Verkürzung der Relaxationszeiten in der Nähe des Kontrastmittels und damit etwa in T1-gewichteten Aufnahmen zu einer helleren (signalreicheren) Darstellung von Strukturen führen; Beispiele: Gadopentetat-Dimeglumin (Handelsname: Magnevist u. a.), Gadotersäure (Dotarem, Dotagita, Cyclolux), Gadodiamid (Omniscan), Gadoteridol (ProHance), Gadobutrol (Gadovist), …
  - Eisenoxidnanopartikel (superparamagnetisches Eisenoxid, SPIO von englisch superparamagnetic iron oxide) zur Darstellung des retikulo-endothelialen Systems etwa in der Leber. Das gesunde Lebergewebe erscheint in T2-gewichteter Bildgebung durch das Eisenoxid signalarm, während Tumoren, Metastasen oder andere Strukturen (Zysten, Hämangiome) sich signalreich (hell) abheben; Beispiele: Ferumoxid (Endorem), Ferrixan (Resovist). Kleinere Eisenoxidnanopartikel werden unter der Abkürzung USPIO (von engl. ultrasmall superparamagnetic iron oxide) als Gefäß-Kontrastmittel sowie zur Differenzierung von Lymphknoten-Metastasen entwickelt, z. B. Ferumoxtran (Sinerem).
  - Manganverbindungen wie Mangafodipir (Mn-DPDP, Teslascan) als Leberkontrastmittel (gesundes Parenchym erscheint T1-gewichtet signalreich, d. h. hell, Tumoren/Metastasen signalarm, d. h. dunkel) oder auch für Pankreas-Fragestellungen.

- Oral oder enteral applizierbare signalverändernde Kontrastmittel zur besseren Kontrastierung des Magen-Darm-Traktes:
  - silikonumhüllte superparamagnetische Eisenoxidnanopartikel; klinisch zugelassen ist das Eisenoxid-Präparat Ferumoxsil (Lumirem),
  - orale nicht resorbierbare Gadolinium-Chelate,
  - Ananas-, Himbeer- und weitere Säfte mit hohem natürlichem Mangan- und/oder Eisengehalt, welche auf Grund ihrer paramagnetischen Eigenschaften das T2-gewichtete intraluminale Signal auslöschen,
  - Manganverbindungen, z. B. MnCl2 (LumenHance)

- Signalgebende Kontrastmittel, die selbst direkt MR-sichtbar sind:
  - Wasser als natürliches Kontrastmittel (Luminisation) wird teilweise für Untersuchungen des Magen-Darm-Traktes verwendet, oftmals noch kombiniert mit Gelbildnern wie Guar, Carboxymethylcellulosen, indischem Flohsamen oder auch Zuckeraustauschstoffen wie Mannitol oder Polyethylenglykolen zur besseren Distension.
  - 19Fluor-haltige Substanzen (z. B. SF6- oder C2F6-Gas) sind als inhalierbare Kontrastmittel für die Lungenbildgebung mit 19F-MRT in Entwicklung.
  - Außerdem gibt es Versuche, hyperpolarisierte Stoffe, wie 3Helium, 129Xenon oder 13Kohlenstoff, als Kontrastmittel in der Nicht-1H-MRT einzusetzen (im Entwicklungsstadium).

- Signalfreie Kontrastmittel (für die 1H-MRT) mit geringem oder gar keinem Protonengehalt:
  - perfluorierte Brom-Verbindungen (Perfluoroctylbromid, PFOB, Perflubron) ohne signalgebende Protonen (in den USA früher zugelassen),
  - Bariumsulfat-Suspensionen, die die Protonendichte und damit das Signal reduzieren.

Während eine Kernspintomografie auch während der Schwangerschaft unbedenklich ist, führt die Gabe von Gadolinium-haltigem Kontrastmittel zu einer deutlich erhöhten Todesrate des Neugeborenen bei oder nach der Geburt mit einer Hazard ratio (HR) von 3,7 und zu einer höheren Wahrscheinlichkeit rheumatologischer, inflammatorischer und dermatologischer Erkrankungen mit einer Hazard ratio von 1,36. Daher sollte in der Schwangerschaft bei der Kernspintomografie kein Kontrastmittel eingesetzt werden.

### Sonografie
In der Sonografie und Echokardiografie verwendet man gasgefüllte Mikrobläschen-Kontrastmittel (microbubbles) beim kontrastmittelverstärkten Ultraschall. Sie werden meist intravenös verabreicht und erhöhen dann die Echogenität des Blutes. Die lungengängigen Kontrastmittel wurden ursprünglich als Signalverstärker für Doppler- und Farbdoppleruntersuchungen entwickelt. In der Sonografie werden sie vor allem zur verbesserten Detektion und Charakterisierung von Lebertumoren eingesetzt. Hierbei haben sich die Kontrastmittel der 2. Generation bewährt, die bei äußerst niedriger Schallenergie (nur mit spezieller Software in hochwertigen neuen Sonographiegeräten möglich) eine kontinuierliche weitgehend zerstörungsfreie Beobachtung des An- und Abflutens des Mikrobläschen-Kontrastmittels zulassen. Zur Differenzierung der Lebertumoren dient die Anflutungs- und Abflutungskinetik (arterielle Phase, portalvenöse Phase, venöse Phase und Spätphase). Lebermetastasen färben sich in der Regel früh in der arteriellen Phase an und verlieren die Anfärbung ebenfalls früh in der venösen Phase, so dass sie in der Spätphase kein Kontrastmittel mehr enthalten und sich damit gut vom Lebergewebe unterscheiden, das weiterhin Kontrastmittel enthält. In der Echokardiografie verbessern sie die Untersuchbarkeit der Wandbewegung. Nichtlungengängige Kontrastmittel werden eingesetzt, um Löcher in der Herzscheidewand zu entdecken.

### Indocyaningrün/ICG-Diagnostik
Indocyaningrün (auch ICG, engl. indocyanine green) ist ein fluoreszierender Farbstoff, der in der Medizin als Indikatorsubstanz, beispielsweise für die photometrische Leberfunktionsdiagnostik und Fluoreszenzangiographie bei Herz-, Kreislauf-, Leber- und Augenerkrankungen, eingesetzt wird. Dabei wird es intravenös verabreicht und in Abhängigkeit von der Leberleistung mit einer Halbwertszeit von etwa 3–4 Minuten aus dem Körper eliminiert. ICG liegt normalerweise in Pulverform vor und kann in unterschiedlichen Lösungsmitteln gelöst werden, wird aber in aller Regel in aqua ad injectionem gelöst. ICG in steriler Form ist in Deutschland für die intravenöse Anwendung zugelassen.

## Handelsnamen
Beispiele für handelsübliche Röntgenkontrastmittel: Baricol (A), Barilux (D), CAT-Barium (CH), Microbar (CH), Micropaque (D, A, CH), Microtrast (D), Polibar (CH), Prontobario (A), Scannotrast (A)